# Сандстрём, Антон
Карл А́нтон Са́ндстрём (швед. Karl Anton Sandström; род. 23 декабря 1981) — шведский кёрлингист.
Чемпион Швеции среди мужчин (2012). В составе мужской сборной Швеции участвовал в чемпионате мира 2008.
Играет на позиции первого.

## Достижения
- Чемпионат Швеции по кёрлингу среди мужчин: золото (2012), серебро (2011), бронза (2013, 2014, 2016).

## Команды
| Сезон   | Четвёртый          | Третий             | Второй              | Первый             | Запасной                               | Турниры             |
| ------- | ------------------ | ------------------ | ------------------- | ------------------ | -------------------------------------- | ------------------- |
| 2005—06 | Петер Эрикссон     | Андерс Краупп      | Christer Rickman    | Антон Сандстрём    |                                        |                     |
| 2006—07 | Андерс Краупп      | Per Sodergren      | Петер Эрикссон      | Антон Сандстрём    |                                        |                     |
| 2007—08 | Андерс Краупп      | Педер Фольке       | Бьорн Брандберг     | Антон Сандстрём    | Матс Нюберг тренер: Стефан Хассельборг | ЧМ 2008 (10 место)  |
| 2008—09 | Андерс Краупп      | Педер Фольке       | Anders Hammarstrom  | Антон Сандстрём    |                                        |                     |
| 2009—10 | Ёран Карлссон      | Маркус Хассельборг | Педер Фольке        | Антон Сандстрём    |                                        |                     |
| 2010—11 | Маркус Хассельборг | Педер Фольке       | Ёран Карлссон       | Антон Сандстрём    |                                        | ЧШМ 2011            |
| 2011—12 | Маркус Хассельборг | Педер Фольке       | Андреас Прюц        | Антон Сандстрём    |                                        | ЧШМ 2012            |
| 2012—13 | Маркус Хассельборг | Педер Фольке       | Андреас Прюц        | Антон Сандстрём    |                                        | ЧШМ 2013            |
| 2013—14 | Маркус Хассельборг | Педер Фольке       | Андреас Прюц        | Антон Сандстрём    | Фредрик Нюман                          | ЧШМ 2014            |
| 2014—15 | Маркус Хассельборг | Vincent Stenberg   | Фредрик Нюман       | Антон Сандстрём    |                                        | ЧШМ 2015 (5 место)  |
| 2015—16 | Маркус Хассельборг | Себастьян Краупп   | Vincent Stenberg    | Педер Фольке       | Антон Сандстрём                        | ЧШМ 2016            |
| 2019—20 | Матс Врано         | Gerry Wahlin       | Микаэль Хассельборг | Mattias Hasselborg | Антон Сандстрём                        | ЧШМ 2020 (12 место) |

(скипы выделены полужирным шрифтом)